# Can Fatjó del Molí
Can Fatjó del Molí és un monument del municipi de Cerdanyola del Vallès (Vallès Occidental) inclòs en l'Inventari del Patrimoni Arquitectònic de Catalunya.

## Descripció
Aquest mas del segle xv correspon a l'actual masoveria i conserva tot el caràcter de les construccions del segle xv. Presenta un portal a punt rodó adovellat, finestrals gòtics i teulada a dos pendents. La façana principal està orientada a migdia amb un rellotge de sol inscrit. Les finestres estan rematades amb pedra i el material utilitzat pels murs fou la tàpia. La façana està coronada per unes motllures de forma ondulada. La casa s'inscriu en un recinte emmurallat on queda inscrita també la casa dels amos.

## Història
És una de les grans masies del terme. Al fogatge de 1553 apareix Lluís Fatjó del Molí. Més endavant, als de 1653, 1657 i 1727 segueix apareixent el mateix cognom. Era una masia situada prop del camí ral de Cerdanyola a Barcelona per Valldaura, el qual era molt utilitzat a l'edat mitjana pels carruatges reials i pels monjos.